# Alex Raymond (auteur)
Pour les articles homonymes, voir Alex Raymond et Raymond.
Alexandre Gillespie Raymond (dit Alex Raymond) (2 octobre 1909 à Nouvelle-Rochelle, dans l'État de New York - 6 septembre 1956 à Westport, dans le Connecticut) est un dessinateur et scénariste américain de bandes dessinées, qui a notamment créé le comic strip Flash Gordon pour King Features en 1934. La bande dessinée est ensuite adaptée à de nombreux autres médias, un serial de 1936 à 1940, une série télévisée dans les années 1970 et un film en 1980.
Le père de Raymond encourage son amour du dessin dès son jeune âge, l'amenant à devenir illustrateur adjoint au début des années 1930 sur des comic strips tels que Tillie the Toiler et Tim Tyler's Luck. Vers la fin de l'année 1933, Raymond créé l'épique comic strip de science-fiction Flash Gordon pour rivaliser avec le populaire comic strip Buck Rogers et, pendant longtemps, Flash est la plus populaire des deux bandes dessinées. Raymond travaille également sur les aventures de Jungle Jim et les aventures d'espionnage de Agent Secret X-9 en même temps que Flash, sa charge de travail croissante lui fait quitter Agent Secret X-9 qu'il laisse à un autre artiste en 1935. Il quitte les bandes dessinées en 1944 pour rejoindre les Marines, a été témoin du Pacific Ocean theater, l'une des quatre grandes batailles de l'océan Pacifique en 1945 et est démobilisé en 1946. Au retour de son service durant la Seconde Guerre mondiale, Raymond créé et illustre Rip Kirby, un comic strip sur un détective privé. En 1956, Raymond trouve la mort dans un accident de voiture à l'âge de 46 ans.
De nombreux artistes citent Raymond comme source d'inspiration pour leur travail, y compris Jack Kirby et Bob Kane. George Lucas déclare que Raymond est une influence majeure pour Star Wars. Il est distingué par le Will Eisner Comic Book Hall of Fame en 1996. Maurice Horn  déclare que Raymond possède incontestablement « le talent le plus polyvalent » de tous les créateurs de comic strips. Carl Barks décrit Raymond comme un homme « qui pouvait combiner le savoir-faire avec les émotions et toutes les astuces qui entrent dans la composition d'un bon comic strip d'aventure ». L'influence de Raymond sur d'autres dessinateurs est considérable au cours de sa vie et ne diminue pas après sa mort.

## Biographie

### Jeunesse
Alexander Gillespie Raymond naît à New Rochelle, New York, il est le fils de Béatrice Wallazz Crossley et Alexander Gillespie Raymond. Il suit un enseignement catholique. Son père est ingénieur des Ponts et Chaussées, il remarque et encourage les dons de dessinateur que le jeune Alex commence à manifester vers l'âge de huit ans. « Les encouragements de mon père ont été le plus important facteur de mon succès. Un mur de son bureau, au Woolworth Building, était couvert de mes dessins. Le soir, il se renversait dans son fauteuil et me disait: 'Dessine-moi' ».
À 12 ans, Alex perd ce père compréhensif. Après des études secondaires accompagnées de succès sportifs en baseball et en football américain - ils lui valent d'être sollicité par l'Université Notre-Dame, dont l'équipe de football est l'une des meilleures de l'Amérique du Nord - il se prépare sans enthousiasme à faire carrière dans les affaires.

### Carrière

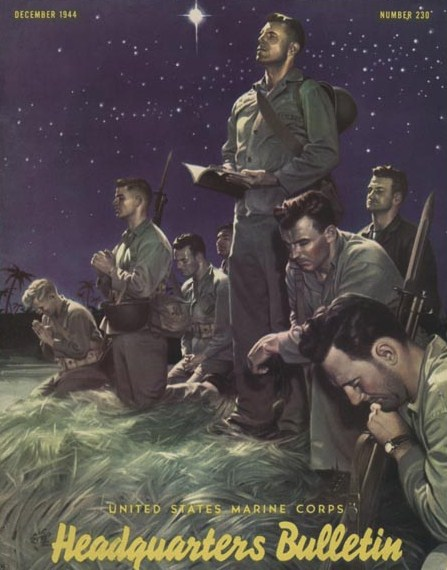
Marines at Prayer affiche réalisée par Raymond durant son service militaire lors de la Seconde Guerre Mondiale.

D'abord  employé de bureau dans une firme de Wall Street, il ne montre aucune disposition pour les tractations boursières où elle se spécialise. il démissionne, s'inscrit à la Grand Central School of Art mais, pour gagner sa vie, devient placier d'un courtier en hypothèques, « Je ne valais rien pour le porte-à-porte. Quand on me disait non, je n'insistais pas ». La crise économique lui laissant peu d'espoir de succès dans une carrière qu'il n'aime pas, Alex Raymond s'abandonne au dessin en 1930. Il va chercher conseil auprès de Russ Westover, auteur de Tillie the Toiler (King Features Syndicate), ancien voisin des Raymond à New Rochelle. Westover le fait entrer à la King où Raymond devient bientôt l'assistant de Chic Young (Blondie) et de son frère Lyman Young (Tim Tyler's Luck : en France Raoul et Gaston, Richard le Téméraire). En 1933, constatant le succès de la première bande dessinée de science-fiction Buck Rogers, et de la première bande-dessinée policière, Dick Tracy, la K.F.S. décide de les concurrencer. L'idée d'une bande à la Buck Rogers est soumise à Raymond qui fait accepter Flash Gordon, série en couleurs paraissant seulement le dimanche. En même temps, Raymond remporte le concours institué pour la série policière Secret Agent X-9 déjà conçue par Dashiell Hammett, le créateur du roman noir. Le 7 janvier 1934, paraît la première planche de Flash Gordon, accompagnée d'un haut de page, Jungle Jim. Le 22 janvier, la première bande d'X-9. A la fin de 1935, Raymond abandonne X-9. Désormais, il se consacre entièrement à Jungle Jim et Flash Gordon, dont le succès suscite un roman, parallèle à la bande-dessinée, dont il ne reproduit aucun épisode, Flash Gordon in the Caverns of Mongo, paru en 1937 sous la signature de Raymond (qui n'en est peut-être pas l'auteur). Attaché à une perfection toujours plus grande du dessin, Alex Raymond ne voulut jamais s'occuper de la bande quotidienne de Flash Gordon : confiée à son assistant, Austin Briggs, elle débute le 27 mai 1940.

### Service militaire
En février 1944, Alex Raymond est enrôlé comme capitaine dans la réserve des Marines. D'abord directeur artistique de leur bureau de publicité à Philadelphie, il est envoyé ensuite sur la côte Pacifique, puis embarqué, comme officier de Relations Publiques et reporter dessinateur, sur le porte-avion d'escorte Gilbert Island, lancé en juillet 1944 et rattaché à la 3e Flotte. Pendant ce temps, Austin Briggs continue Flash Gordon et James Raymond, frère d'Alex, dessine Jungle Jim.

### Retour au civil
Démobilisé comme commandant en janvier 1946, il continue à produire des affiches pour les fusiliers marins. L'illustration de magazines le tente beaucoup, et depuis longtemps. Il l'abandonne finalement : « je trouvais que la bande dessinée est une forme d'art en elle-même, elle reflète la vie et son temps plus fidèlement ; en fait, elle est plus artistique que l'illustration de magazines, puisqu'elle est entièrement créatrice. Un illustrateur travaille avec des photos et des modèles ; un cartoonist commence avec une feuille de papier blanc et il dessine son rêve. Il est auteur, metteur en scène et artiste à la fois ». En 1949, Raymond reçoit le Reuben, l'Oscar des dessinateurs. Actif président de la Cartoonist Society en 1950 et 1951, il est à l'apogée de sa carrière, le seul cartoonist comptant à son actif quatre grandes séries mondialement connues.

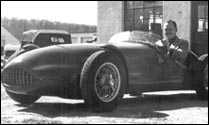
Alex Raymond en 1953, dans sa voiture sport italienne Bandini.

Outre le golf, Alex Raymond pratique en amateur la course automobile. Le 6 septembre 1956, essayant la nouvelle voiture de sport de Stan Drake - l'auteur de The Heart of Juliet Jones (Juliette de mon cœur) - il dérape à grande vitesse. Raymond est tué sur le coup.
« Parmi ses collègues, beaucoup l'aimaient et personne ne le jalousait ; le choc de sa mort fut ressenti dans toute la profession » Stephen Becker, Comic Art in América.

### Vie personnelle
Raymond épouse Helen Frances Williams le 31 décembre 1931, avec qui il a cinq enfants. Les noms de ses trois filles Judith, Lynne et Helen (surnommée « Honey »), sont immortalisés dans celui de la petite amie de Rip Kirby, Judith Lynne « Honey » Dorian. Les Raymonds ont également deux fils : Alex III et Duncan. Il est le grand-oncle des acteurs Matt Dillon et Kevin Dillon. Son frère cadet, Jim Raymond, également dessinateur de bande dessinée, a succédé à Alex comme assistant de Chic Young sur Blondie, travaillant sur ce comic strip jusqu'à la fin de sa vie.

## Influences
Son influence sur d'autres dessinateurs est considérable au cours de sa vie et ne diminue pas après sa mort. Sheldon Moldoff, dans une interview, explique que le style réaliste d'Alex Raymond était étudié par les aspirants dessinateurs et qu'il a continué d'avoir une influence considérable sur des générations de dessinateurs. De nombreux artistes de la bande dessinée considèrent que Raymond a une influence particulièrement importante sur le travail comme Murphy Anderson, Jim Aparo, Frank Brunner, John Buscema, Gene Colan, Dick Dillin, José Luis García-López, Frank Giacoia, Bob Haney, Jack Katz, Joe Kubert, Mort Meskin, Sheldon Moldoff, Luis Garcia Mozos, Joe Orlando, John Romita Jr., Kurt Schaffenberger, Joe Sinnott, Dick Sprang et Alex Toth, parmi beaucoup d'autres.
En particulier, Raymond est cité comme une influence majeure par de nombreux artistes les plus influents et importants de la bande dessinée. Al Williamson en parle comme une influence majeure, il dit que Raymond est « la raison pour laquelle je suis devenu un artiste ». En effet, Williamson a travaillé après Raymond sur les strips de Flash Gordon dans le milieu des années 1950 et ceux de Rip Kirby au milieu des années 1960. Les créateurs artistiques de l'âge d'or des comics comme Bob Kane, un des créateurs de Batman, et Joe Shuster, un des créateurs de Superman, ainsi que Milton Caniff, Billy DeBeck et Roy Crane, déclarent que Raymond a eu une forte influence sur leur développement artistique. Des décennies plus tard, le héraut de l'Âge d'argent et le cocréateur de la plupart du panthéon des héros de Marvel Comics, Jack "King" Kirby reconnaît également Raymond, aux côtés de son collègue artiste Hal Foster, comme une influence particulière et une source d'inspiration.
Le réalisateur et scénariste George Lucas a cité Flash Gordon comme une influence majeure sur Star Wars qui, cycliquement, inspirent Flash Gordon l'adaptation cinématographique de 1980.
Le créateur de Cerebus, Dave Sim, publie une série de comic books depuis 2008, Glamourpuss, un examen de la carrière d'Alex Raymond. Elle est structurée autour d'un scénario hypothétique qui a lieu lors de la dernière journée de la vie de Raymond. La série met en scène les techniques d'autres photo-réalistes comme Stan Drake et Al Williamson.

## Publications
- Tillie the Toiler (assistant, 1930)
- Tim Tyler's Luck (assistant, 1930–1933)
- Blondie (assistant, 1930-1933)
- Flash Gordon (avec le scénariste Don Moore, de 1934 à 1943)
- Agent Secret X-9 (avec le scénariste Dashiell Hammett, 1934-1935)
- Jungle Jim (avec le scénariste Don Moore, de 1934 à 1944)
- Rip Kirby (avec le scénariste Ward Greene, 1946-1956; avec le scénariste Fred Dickenson, 1956)

Le travail de Raymond a été regroupé en album à de nombreuses reprises, le plus récemment :
- Flash Gordon chez Checker Book Publishing Group :
  - Volume 1 rassemble les sunday strips publiés à partir du 7 janvier 1934; 98 pages, octobre 2003,  (ISBN 097416643X)
  - Volume 2 rassemble les strips publiés entre 1935 et 1936; 100 pages, décembre 2004,  (ISBN 0974166464)
  - Volume 3 rassemble les strips publiés entre le 25 octobre 1936 et 1er août 1937; 96 pages, mai 2005,  (ISBN 193316025X)
  - Volume 4 rassemble les strips publiés entre 1938 et 1940; novembre 2005,  (ISBN 1933160268)
  - Volume 5 rassemble The Ice Kingdom of Mongo, Power Men of Mongo et The Fall of Ming; publiés de 1940 à 1941; 80 pages, novembre 2005,  (ISBN 1933160276)
  - Volume 6 rassemble les strips publiés entre août 1941 et mai 1943; 100 pages, avril 2007,  (ISBN 1933160284)
  - Volume 7 rassemble les strips finaux réalisé par Raymond du milieu 1943 à février 1945; 100 pages, décembre 2006,  (ISBN 1933160209)
- Rip Kirby chez IDW :
  - Volume 1 rassemble les strips publiés entre 1946 et 1948; 2009,  (ISBN 9781600104848)
  - Volume 2 rassemble les strips publiés entre 1948 et 1951; mars 2010,  (ISBN 9781600105821)
  - Volume 3 rassemble les strips publiés entre 1951 et 1954; novembre 2010,  (ISBN 9781600107856)

## Récompenses
Alex Raymond reçoit le prix Billy DeBeck (Reuben) de la National Cartoonists Society en 1949 pour ses travaux sur Rip Kirby, puis préside cette organisation en 1950 et 1951. Il reçoit le prix Alley du plus grand comic strip de tous les temps en 1967. Il est fait membre à titre posthume du temple de la renommée Will Eisner en 1996.
Maurice Horn décrit Raymond comme « l'un des artistes de la bande dessinée les plus célèbres de tous les temps, créateur de quatre excellentes bandes dessinées (un exploit inégalé à ce jour) », notant qu'il « a reçu de nombreuses distinctions et récompenses au cours de sa vie pour ses travaux, à la fois en tant que dessinateur et illustrateur de magazines »,.